# Heinersdorfer See
Der Heinersdorfer See liegt rund 40 Kilometer östlich von Berlin nahe der B5 in Heinersdorf (Steinhöfel), einem Ortsteil der Gemeinde Steinhöfel in Brandenburg. Er wird durch einen Straßendamm in den Kleinen Heinersdorfer See und den Großen Heinersdorfer See geteilt. Die Gesamtfläche beider Seen beträgt ungefähr 80 Hektar.

## Geschichte
Die Gewässer entstanden in der Weichseleiszeit und bilden die Reste eines ehemaligen größeren Wasserbeckens. Es handelt sich um eutrophe Seen ohne direkten Zufluss. Geologisch gehören sie zur Naturräumlichen Haupteinheit Ostbrandenburgische Platte. 
Am 8. November 1944 nahm sich der Wehrmachtsoffizier und Widerstandskämpfer Hans-Alexander von Voss am Heinersdorfer See das Leben.

## Fauna
Der Große Heinersdorfer See ist bekannt für Fänge von kapitalen Welsen von über zwei Meter Länge. Jedes Jahr werden mehrere Fänge von Welsen mit einem Gewicht von über 40 Pfund gemeldet. Im Juli 2006 wurde ein Wels mit einem Gewicht von 77 Kilogramm und einer Länge von 2,20 Meter gefangen. Darüber hinaus verfügen die Seen über sehr gute Bestände an Zandern und Hechten, Aalen sowie Karpfen.